# Gounahalli, Jevargi
Gounahalli là một làng thuộc tehsil Jevargi, huyện Gulbarga, bang Karnataka, Ấn Độ.